# Gliese 829
Gliese 829 (GJ 829 / G 145-40 / LHS 508 / Ross 775) es una estrella de magnitud aparente +10,35 cercana al sistema solar, situada a una distancia de 21,9 años luz.
Está encuadrada en la constelación de Pegaso, visualmente 2,5º al sur de 1 Pegasi.
Gliese 829 es una estrella binaria formada por dos enanas rojas.
La estrella primaria es de tipo espectral M3.0V y tiene una temperatura efectiva de 3122 K.
De brillo tenue, tiene una luminosidad en el espectro visible igual al 0,29 % de la luminosidad solar.
Su masa apenas supone el 37 % de la masa solar y gira sobre sí misma con una velocidad de rotación proyectada inferior a 4 km/s.
Su metalicidad es comparable a la solar ([Fe/H] = +0,01).
De la compañera estelar de Gliese 829 nada se sabe, salvo que también es una enana roja algo menos brillante, siendo su magnitud aparente +11,1.
Entre las distintas binarias conocidas cuyas dos componentes son enanas rojas, Struve 2398 y Kruger 60 se asemejan a este sistema.
Las estrellas conocidas más cercanas a Gliese 829 son Gliese 880 y HU Delphini, a 8 y 10 años luz respectivamente.